# Dörfler-Zeitlose
Die Dörfler-Zeitlose (Colchicum doerfleri) ist eine Pflanzenart aus der Gattung der Zeitlosen (Colchicum) in der Familie der Zeitlosengewächse (Colchicaceae).

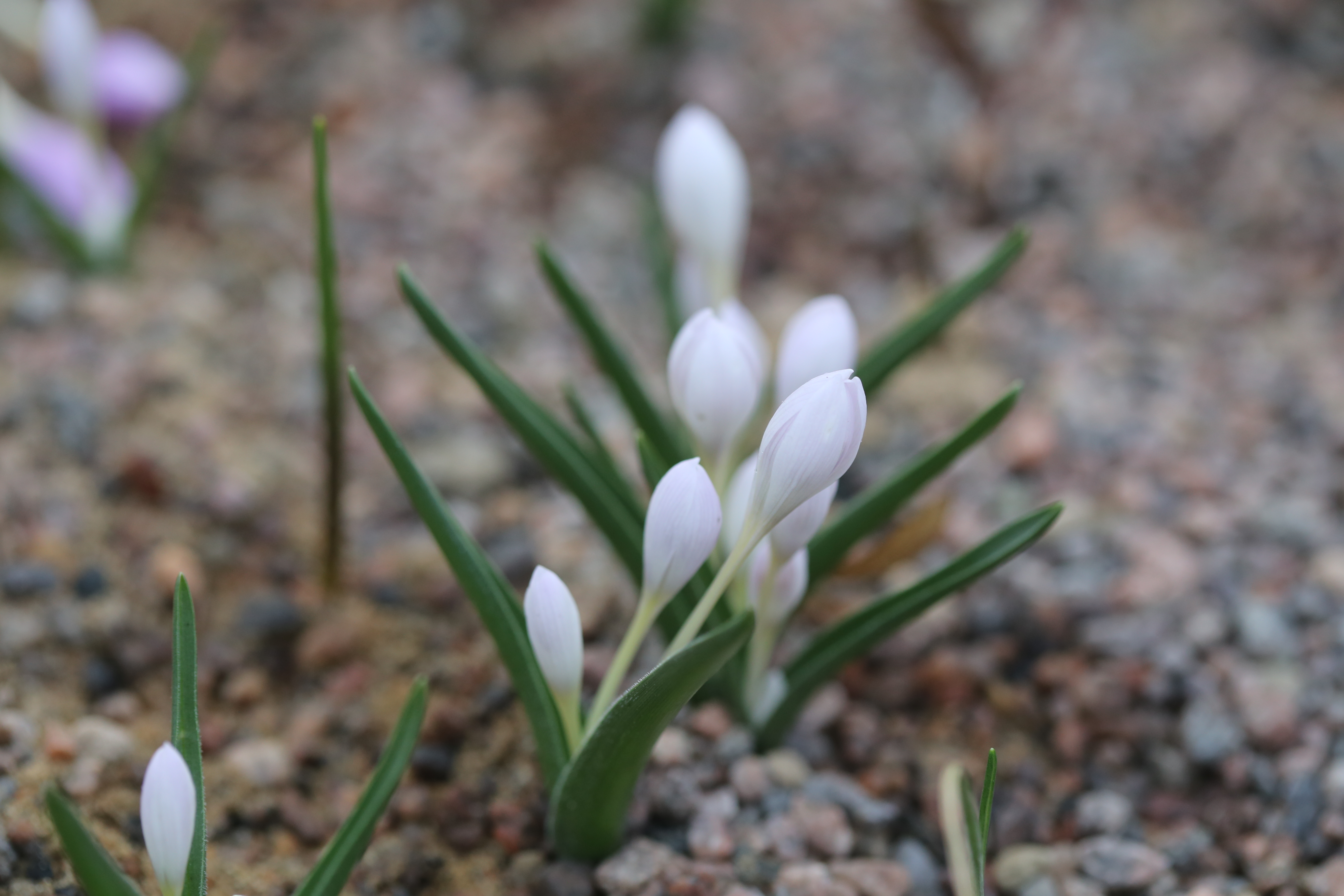
Colchicum doerfleri

## Merkmale
Die Dörfler-Zeitlose ist eine ausdauernde Knollenpflanze, die bis 20 Zentimeter hoch wird. Die Blätter sind nicht zurückgebogen und auch auf der Unterseite behaart. Sie sind etwa 12 Zentimeter lang und etwa 15 Millimeter breit.
Die Blüten sind lilarosa bis purpur-karminrot gefärbt. Es werden 1 bis 8 Blüten gebildet. Die Perigonzipfel sind 2 Zentimeter lang und 5 Millimeter breit.

## Vorkommen
Die Dörfler-Zeitlose kommt in Ost-Albanien, Mazedonien, Südwest-Bulgarien und Nord-Griechenland bis zum Olymp und Athos auf trockenen Hängen auf Kalk in Höhenlagen von 100 bis 2000 Meter vor.

## Taxonomie
Die Dörfler-Zeitlose wurde 1897 von Eugen von Halácsy in den Denkschriften der Kaiserlichen Akademie der Wissenschaften, Wien. Mathematisch-Naturwissenschaftliche Klasse Band 64 Seite 739 als Colchicum doerfleri erstbeschrieben. Ein Synonym ist Colchicum hungaricum var. doerfleri (Halácsy) Degen. Ignaz Dörfler hatte die Art am 6. April 1893 in Albanien entdeckt und gesammelt.

## Nutzung
Die Dörfler-Zeitlose wird selten als Zierpflanze genutzt.